# Véronique Vassiliou
Pour les articles homonymes, voir Vassiliou.
Véronique Vassiliou, née le 1er janvier 1962, est une écrivaine et bibliothécaire française.

## Biographie
Véronique Vassiliou obtient une maîtrise de lettres modernes suivie, en 1989, d’un doctorat ès lettres (Le vers dans quelques-uns de ses états : André du Bouchet, Bernard Vargaftig, Jean Tortel) à l'université de Provence. En 1990 elle obtient le diplôme supérieur des bibliothèques à l'École nationale supérieure des sciences de l'information et des bibliothèques (ENSSIB).
Auteure de plusieurs publications, Véronique Vassiliou a commencé sa carrière comme ingénieur de recherche au CNRS (1990-1993) avant de devenir conservatrice de bibliothèque. De 2001 à 2007, elle exerce au Service commun de la documentation à l’université de Provence Aix-Marseille I, tout en assurant des charges de cours à l'université. Le 1er février 2007, elle devient directrice de l’information scientifique à l’université de Genève. Elle a ensuite travaillé à la bibliothèque universitaire de l'université d'Avignon et des Pays de Vaucluse puis comme directrice des médiathèques de Vitrolles. Elle a exercé ensuite ses missions en tant que cheffe de projet et directrice de la médiathèque intercommunale Les Carmes, à Pertuis (Métropole Aix-Marseille-Provence) puis comme cheffe de projet livre et lecture à la Métropole Aix-Marseille-Provence.
Publications
- Geste 8 et 5, Messidor, 1991.
- La Voix, La Main courante, accompagné de gravures d’Anne Slacik, 1992.
- Deux, Atelier des Grames, livre conçu et réalisé par É.-B. Souchière, 1993.
- Je touche du bout du doigt, avec Jean-Marc Scanreigh, diptyque, gravures sur bois. 1994.
- Le passage (reprises), livre manuscrit, peint par Anne Slacik, 1995.
- Une si sale Lumière, Éd. du Rouleau Libre, livre peint par Joël Leick, 1998.
- Comment, en noirs, Les Cahiers éphémérides, T. I, fasc. 4. Avril-juin 1998.
- N.O., le détournement, (extrait), Éditions Contre-Pied, septembre 1998.
- Je dans quelques-uns de ses états, Édition des petits livres, 2000.
- Seuils, Harpo &, automne 2000.
- La boîte d’Angèle Basile-Royal conservée par Véronique Vassiliou, Les sauvages éditions, mars 2001
- Appellation Contrôlée, Fidel Anthelme X, janvier 2001.
- Le Coefficient d’échec, Voix éditions, collection “vents contraires”, 2001.
- N.O. Le détournement, Comp'Act, 2002.
- Une petite nappe verdâtre mal découpée, Contre-Pied, 2004.
- Le Coefficient d’échec, Comp'Act, 2006 (édition revue et corrigée)
- Le + et le – de la gravité, Comp'Act, 2006
- Rose & Madeleine, avec Fabienne Yvert, Harpo &, 2006. Réédition Le Tripode, 2015
- Le Petit vassiliou ménager illustré, Contre-Pied, 2007
- Movies, Publie.net, 2009
- L'almanach Vassiliou, Argol, 2009
- Echantillons, Bleu du Ciel, 2013
- N.O. Le détournement, traduction en anglais et postface de Louis Armand. VLAK itineraries, 2013
- Jam Jam, Argol, 2016
- Mû, Caen, Éditions Nous, 2021
- Les petites mains, Musée d’arts de Nantes/Maison de la poésie de Nantes, 2022
- Une minute de latitude,Éditions Nous, 2024
- Toucouleurs, Kunsthalle Mulhouse, 2025